# Phaeolita extremalis
Phaeolita extremalis är en fjärilsart som beskrevs av Barnes och Mcdunnough 1912. Phaeolita extremalis ingår i släktet Phaeolita och familjen nattflyn. Inga underarter finns listade i Catalogue of Life.